# Břitva

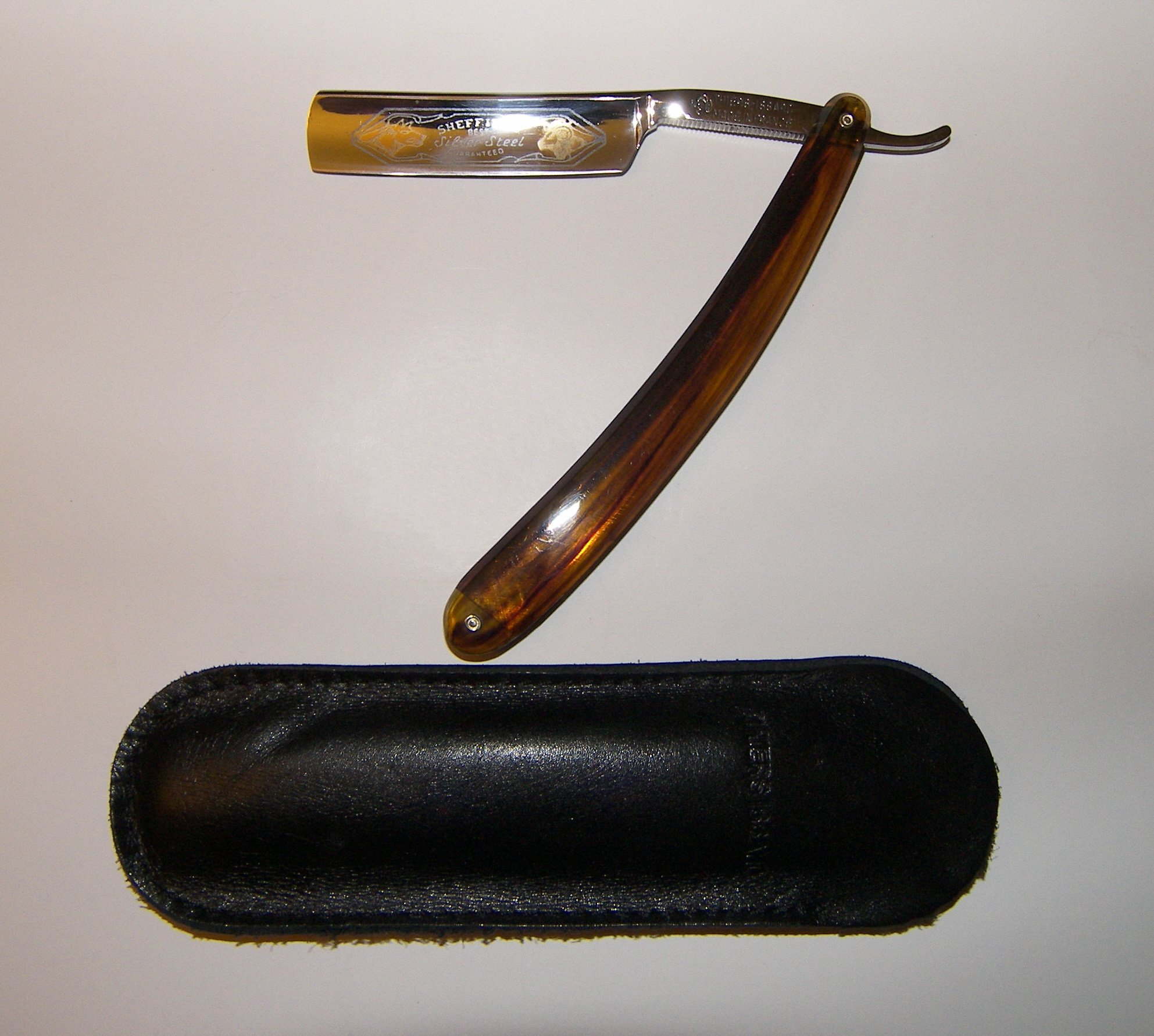
Břitva

Břitva je speciální nástroj, který je používán pro holení vousů či ochlupení.
Břitvy se vyrábějí v různých šířkách čepele. Ta je vyjádřena v palcích (coulech) a sice v osminách. 3/8" = 10 mm, 4/8" = 13 mm, 5/8" = 16 mm, 6/8" = 19 mm, 7/8" = 22 mm.
Břitva se brousí na brusném kameni o zrnitosti alespoň 8000, ideálně 12000. Je doporučováno používat syntetické kameny pro jejich homogenitu a mizivou pravděpodobnost výskytu kazů, které by ohrozily ostří během procesu broušení. Na kameni břitvu brousíme tak, že ji položíme naplocho na srovnaný brusný kámen (viz srovnávací kameny), a ostřím napřed ji opatrně táhneme po kameni. Když dojedeme na konec, přes páteř (tupá část po "horním" okraji čepele) břitvu překlopíme na druhou stranu a opakujeme proces i pro druhou stranu ostří. Musíme dodržovat stálý mírný tlak po celé délce ostří, aby nedošlo k jeho postupnému nesymetrickému zbroušení, což by ovlivnilo kvalitu oholení. Ostří se posléze před každým holením obtahuje na obtahovacím řemeni, čímž dojde k vytažení ostří a zahlazení nerovností, které by mohly vést k pořezání během holení. Obtahování na řemeni se provádí (na rozdíl od broušení na kameni) páteří napřed, aby nedošlo k poškození řemene a nabroušeného ostří. Po dotažení na konec řemene břitvu opět přes páteř překlopime na druhou stranu, a proces opakujeme. Nejkvalitnější řemen je ruský juchtový, což je koňská kůže ze Sibiře.[zdroj⁠?!] Ostří břitvy se kontroluje následovně:
1. Břitvu otevřeme a chytneme ji do sve dominantní ruky ostřím vzhůru.
2. Mezi palec a ukazováček druhé ruky vezmeme vlas tak, aby většina vlasu byla schována a volně přečníval délkou cca půl centimetru.
3. Daný vlas shora lehce přiložíme k ostří. Musíme dávat pozor, ať se prsty nedotkneme ostří, jelikož je křehké a jeho poškození znamená kompletní přebroušení břitvy, abychom vytvořili ostří nové.
4. Lehce přitlačíme daný vlas proti ostří. Pokud břitva provede čistý řez a kus vlasu odskočí, je břitva správně nabroušena.
5. Vlas povysuneme tak, ať jde vidět cca půl centimetru a postup postupně opakujeme pro celou délku ostří.

Obzvláště v profesionálních holičstvích se ještě před namydlením obličej napařuje horkou, vlhkou utěrkou, aby vousy změkly a povystoupily z pokožky. Tím je dosaženo maximální hladkosti kůže – dokonalé oholení.
Oproti běžnému noži se břitva vyznačuje zejména ostřejším úhlem zbroušení ostří a také tím, že není opatřena hrotem, aby se během holení nemohl nikdo poranit bodnutím či píchnutím. Čepel břitvy musí být vyrobena z kvalitní oceli zakalené na vysokou tvrdost (i za cenu vyšší křehkosti), aby šla břitva dobře nabrousit a držela ostří. Břitvu nelze používat k jiným účelům z důvodu velmi křehkého ostří, které se snadno vyštípne. Břitvy bývají prakticky téměř vždy (s výjimkou japonských) vyrobeny jako sklapovací resp. zaklapovací, opět z důvodu prevence poškození ostří a ochrany uživatele před pořezáním v době, kdy břitva není používána.
Břitva je přímým předchůdcem žiletek. Vlastní technika holení vousů je zde velmi podobná technice holení žiletkou. Při holení vousů je obličej holeného muže pokryt hustou pěnou z holicího mýdla, nebo krému, za účelem vhodné modifikace fyzikálních vlastností vousů. Holič břitvou opatrně smýká přibližně pod úhlem 20 až 30 stupňů po napnuté kůži a odřezává pomocí jejího ostrého břitu vousy, které z břitvy průběžně otírá společně s pěnou. Tato práce vyžaduje praxi a zručnost, aby nedošlo k poranění pokožky holeného muže. Holičští učni se učili holit břitvou tak, že z povrchu nafouknutých balónků stírali čepelí břitvy mýdlovou pěnu, což trénovalo potřebný cit v ruce. V případě drobného říznutí se na ranku aplikuje kamenec, jehož silné adstringentní účinky zastavují krvácení.
- Z historie: V časech, kdy převládala fyzická práce, měli pracovníci některých profesí tak unavené a zhrublé ruce (např. kameníci, kováři), že se nemohli břitvou ani sami oholit. Proto je buď holila manželka, nebo museli chodit k holiči. To se týkalo také starců, kteří trpěli třesem rukou.